# Roteiro (Alagoas)
Roteiro es un municipio brasileño del estado de Alagoas. Su población estimada, a mediados de 2020, es de 6.649 habitantes.

## Turismo
El municipio tiene uno de los mayores atractivos turísticos de Alagoas: la playa de Gunga, una enorme costa de arena blanca, llena de cocoteros, que une las aguas del Océano Atlántico con la Lagoa de Roteiro. La ciudad también es conocida por la abundancia de su laguna, rica en peces y ostras. También se destaca la práctica de deportes náuticos.